# Panty & Stocking with Garterbelt
Panty & Stocking with Garterbelt (яп. パンティ＆ストッキングwithガーターベルト Панти андо Сутоккингу уидзу Га:та:бэруто) — сериал режиссёра Хироюки Имаиси, выпускавшийся студией Gainax с 1 октября по 24 декабря 2010 года.

## Сюжет
Аниме повествует о двух девушках-ангелах, изгнанных с Небес Господом за непристойное поведение. Старшая, Пэнти, законченная нимфоманка, ни дня не может без мужчин; абсолютная неряха, частенько сквернословит. Младшая, Стокинг, днями сидит на диване и уплетает за обе щёки сладости. Они живут в церкви города Датен, название которого является отсылкой к слову датэнси (яп. 堕天使 «падший ангел»), что находится между Небесами и Преисподней, где к ним прикреплён куратор, священник Гартербелт. Бог даровал им шанс: они вернутся в Рай, если соберут определённое количество небесной валюты, уничтожая злых духов, призраков. 

## Персонажи
Пэнти "Труська" Анархия (яп. パンティ・アナーキー Панти Ана:ки:) — старшая из сестёр. Пример гламурной сексуальной звезды города и объект внимания всех мужчин в Дэтене. Обладает способностью превращать свои трусы в полуавтоматический пистолет «Бэклэйс» (яп. バックレース Бакуресу). Может позаимствовать вторую пару у Стокинг и получить 2 пистолета, тем самым увеличивая огневую мощь. Имея в руках два Бэклэйса, может превращать их в пистолет-пулемёт или снайперскую винтовку. Может превращать в оружие и трусы обычных людей, но зачастую оно получается деформированным и не способным к ведению огня. По словам Гартербелта, Пэнти сильнейшая из дуэта.
Сэйю: Ариса Огасавара
Стокинг "Чулко" Анархия (яп. ストッキング・アナーキー Сутоккингу Ана:ки:) — младшая сестра Пэнти, имеющая образ готической лолиты с фиолетово-розовыми волосами (часто по этому поводу Пэнти её дразнит). Она умнее своей сестры, но имеет ненасытный голод по отношению к сладкому, причём совсем не толстеет. Выходит из себя как только кто-то назовёт её толстой или притронется к её пирожным. Совершенно не разделяет интерес Пэнти к сексу, но иногда проявляет мазохистические черты характера. Всегда таскает с собой плюшевого котёнка, у которого половина тела скелет, а другая полноценная, с плотью. Называет его Хонэконэко (яп. ホネコネコ), что в переводе означает «Костяной/костлявый кот». Обладает способностью превращать чулки в катаны, называемые Страйпс I & II (яп. ストライプI&II Суторайпу I & II), но обычно она использует только одну. Гартербелт характеризует её самой обученной из двух ангелов.
Сэйю: Мария Исэ
Гартербелт "Подвяз" (яп. ガーターベルト Га:та:бэруто) — священник города Датэн и куратор сестёр Анархия, крупный чернокожий мужчина с огромным афро. Это он поручает Пэнти и Стокинг их миссии, а также всегда нервозен из-за их ужасного поведения. Занимается самобичеванием и иногда проявляет гомосексуальное поведение, в частности с юношами, например, с Брифом. Хотя, в последней серии понятна причина, по которой он был так заинтересован Брифом. Иногда появляется в городе в маске и костюме, под псевдонимом «Мастер G», устраивая странного рода мероприятия для молодёжи. Прошлое Гартербелта также не осталось за кадром. Раньше он занимался наркодилерством и был гангстером. Но однажды, когда его убили, Бог дал ему шанс вернуться к жизни, но с условием — за это он станет священником. Поначалу Гартербелт отказался, нагрубив Богу, за что был проклят бессмертием и отослан во времена динозавров, с которых дожил до настоящего времени. Этим Господь хотел, чтобы Гартербелт осознал свои ошибки и принял условие.
Сэйю: Кодзи Исии
Чак (яп. チャック Тякку) — домашний питомец ангельских сестёр. Напоминает собаку, но некоторыми деталями отличается от неё. В конце выясняется, что расстёгивая молнию на своём теле, он превращается в призрака огромного быка. Практически в каждой серии сёстры его пинали, бросали, он попадал в смертельные опасности, его давили машины, но он, однако, выживал. Возможно, он так же бессмертен, как и Гартербелт. Водит машину Пэнти и Стокинг Hummer H1, называемый «Ясновидцем» (яп. シースルー Си: Суру:, англ. See-Through). Мозг Чака олицетворён маленьким красным демоном, иногда выходящим из молний хозяина на голове.
Сэйю: Такаси Накамура
Бриф (яп. ブリーファース "ブリーフ"・ロック Бури:фа:су «Бури:фу» Рокку) — сын главы компании «Rock Foundation», большой корпорации в Датэне. Пэнти и Стокинг называют его ботаником. Самопровозглашённый охотник за призраками, собрал себе аппарат для их ловли, как в фильме «Охотники за привидениями». Старается быть совестью Пэнти и Стокинг, но они никогда не принимают его всерьёз. Всячески унижается окружающими, иногда становится козлом отпущения для сестёр. Влюблён в Пэнти, которая игнорировала его попытки завоевать её сердце до тех пор, пока она не увидела его в другом имидже. Носит рыжие волосы длиной до носа. В 12 серии Бриф и Пэнти совершают половой акт, после чего Пэнти перестаёт звать его ботаником и их отношения, возможно, после этого стали нормальными. В нём заключена сила Адской Обезьяны, способная открыть Адские Врата.
Сэйю: Хироюки Ёсино
Скэнти (яп. スキャンティ・デーモン Сукянти Дэ:мон) — старшая сестра-демонесса. Обладает длинными зелёными волосами, схожими с языками пламени. Является соперником и противоположностью Пэнти. Носит две пары стринг, которые может превращать в револьверы, называемые "Дабл Голд Лэйситанга" (яп. ダブル・ゴールド・レーシータンガ Дабуру Го:рудо Рэ:си:танга), которые, в свою очередь, она может трансформировать в дробовик. Помешана на правилах, обязанностях, долге, считает Пэнти и Стокинг «девицами с неподобающим хаотичным поведением». Крайне легковозбудима. Приходит в бешенство при малейшем пренебрежении её кодекса, а также в случае неудач, из-за чего может усугубить и без того плачевное положение.
Сэйю: Юка Комацу
Нисокс (яп. ニーソックス・デーモン Ни:соккусу Дэ:мон) — младшая сестра-демонесса. Носит угловатые очки, а её светло-голубые волосы собраны в конский хвост. Использует большое количество англицизмов в своей речи. Является соперником и противоположностью Стокинг. Носит гольфы, которые может превращать в две косы, именуемые "Дабл Голд Спандекс" (яп. ダブル・ゴールド・スパンデックス Дабуру Горудо Супандеккусу). Такая же порядочная и соблюдающая правила, как и старшая сестра. В отличие от своей сестры, имеет сдержанный и спокойный характер, однако, в случае пренебрежения правилами, может сорваться и залиться краской. Способна усиливать призраков ударом своей косы. Вероятно, всё демоническое оружие имеет такую особенность.
Сэйю: Аюми Фудзимура
Фастенер (яп. ファスナー Фасуна:) — домашний питомец сестёр Дэмон, зеркальное отражение Чака. Злой, но компетентный в работе с демонессами. Но всё-таки иногда Скэнти и Нисокс поступают с Фастенером так же, как и Пэнти и Стокинг с Чаком. Как и Чак, он водит машину сестёр, Limo G-Wagen SUV, "G-Стринг" (яп. ジーストリング Дзи Суторингу). Является соперником Чака ещё со студенческих годов. Его мозг олицетворён маленькой красной демонессой в чёрном костюме, которая романтически заинтересована мозгом Чака. Фастенер, расстёгивая свою молнию, превращается в призрака двуглавого дракона.
Сэйю: Мики Макигути
Корсет (яп. コルセット Корусэтто) — мэр Дэтен-сити. У него бледно-голубые глаза, костлявое тело и конусовидная причёска. Как и Гартербелт, у него есть фетиш к бондажу, но в более экстремальном виде: он носит пряжки практически на всём своём теле, крючки, растягивающие рот и корсет (у него есть привычка постоянно его потягивать). Корсет — отражение Гартербелта и, видимо, тоже имеет эпилог к сюжету аниме, но о нём не повествуется. Известно лишь то, что они с Гартербелтом уже когда-то встречались. Они оба имеют шрам в виде креста на груди, где сердце. Одержим идеей найти силу Адской Обезьяны, которая есть своего рода ключ, чтобы открыть Адские Врата и захватить Рай вместе с Землёй, выпустив призрака неведомой силы.
Сэйю: Сигэру Тиба
Бобусы-Призраки (яп. ゴースト Го:суто) — монстры, оккупирующие город каждую неделю по очереди. Призраки рождаются из сожалений, печалей и обид людей, а иногда из умерших, которые потерялись в Чистилище. Уничтожение призраков — задача сестёр Анархи, а их создавание и продвижение — сестёр Дэмон. Когда призраки взрываются, они оставляют после себя Райские Монеты — небесную валюту, которые должны собрать Пэнти и Стокинг, чтобы вернуться на Небеса. Хотя все призраки злые и жаждущие разрушений, встречаются и мирные, которые мечтают о тихой и семейной жизни, как некоторые люди. Также, возможно создавать призраков искусственным путём: с помощью Камня Призраков (артефакта, что абсорбирует людское зло) и фабричной машины для них же, чем собственно и занимались Скэнти и Нисокс. Но образцы получаются слабыми, потому их лучше «штамповать» в огромном количестве. Так же, искусственные призраки не дают Райских Монет. Призраки очень уязвимы для ангельского оружия, погибая от любого попадания в слабое место. Призраки могут умереть и другим путём — один может убить другого или умереть после того, как они достигли того, чего не добились при жизни.